# Луиза Французская
Луи́за Францу́зская (19 августа 1515 или 1515, Амбуаз — 21 сентября 1518, Амбуаз) — старший ребёнок и старшая дочь короля Франции Франци́ска I и его жены Клод Французской.

## Биография
Луиза родилась 19 августа 1515 года в замке Амбуаз, где и провела свою короткую жизнь. В 1516 году её отец вместе со своим противником австрийским эрцгерцогом Карлом заключил Нойонский договор, по которому Карл обязывался жениться на Луизе. В момент заключения договора Луизе был год, Карлу — шестнадцать лет. Преждевременная смерть Луизы в 1518 году на время разорвала союз французского короля с Карлом. После смерти Луизы, по новому договору невестой Карла стала её младшая сестра Шарлотта, умершая в возрасте семи лет.